# Moord op Olof Palme

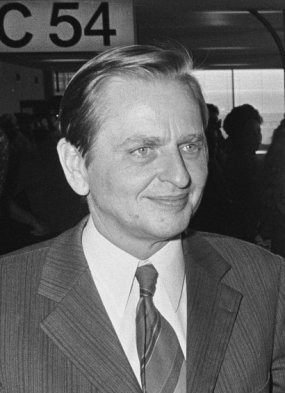
Palme op Schiphol in 1974

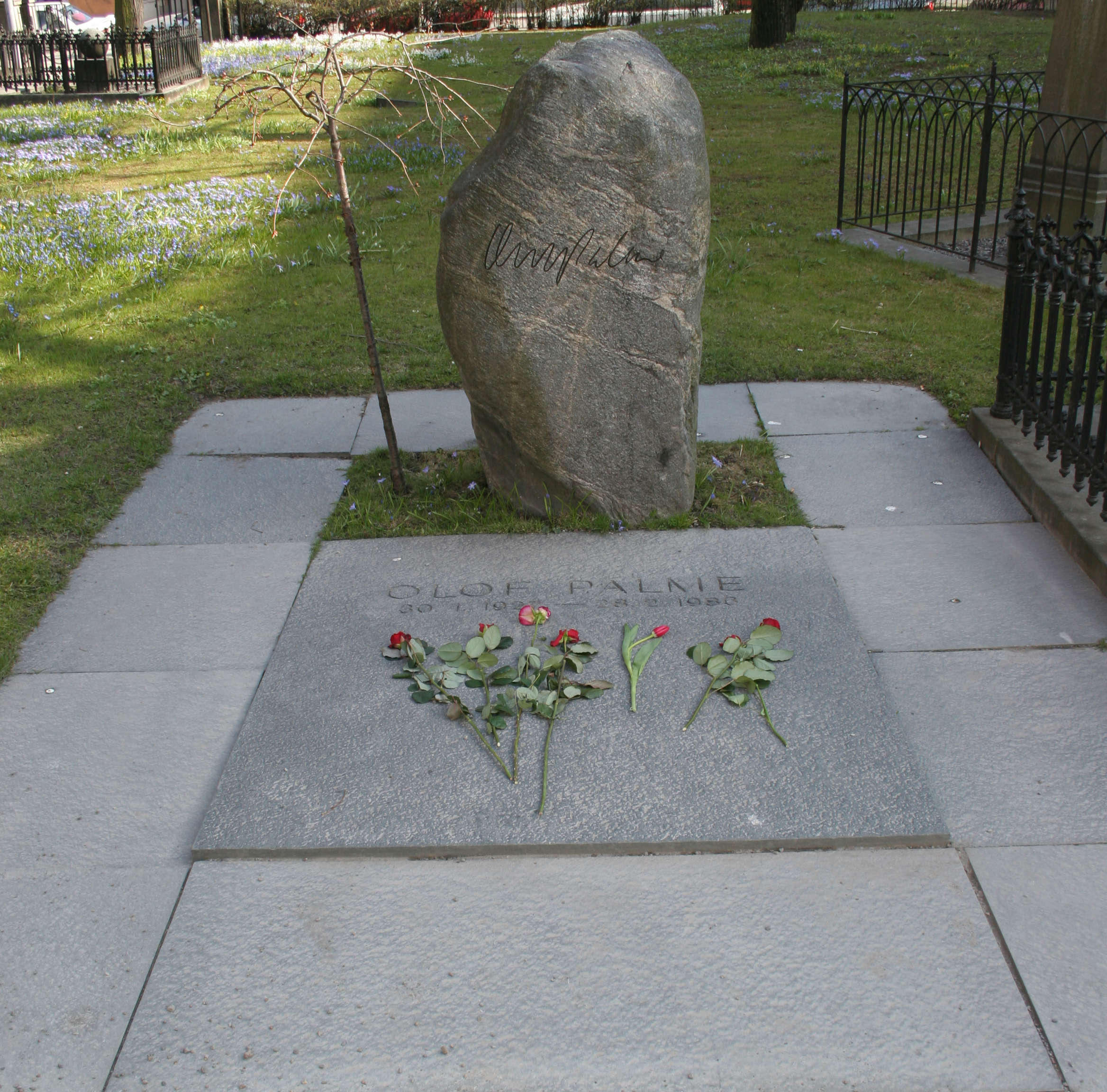
Het graf van Palme

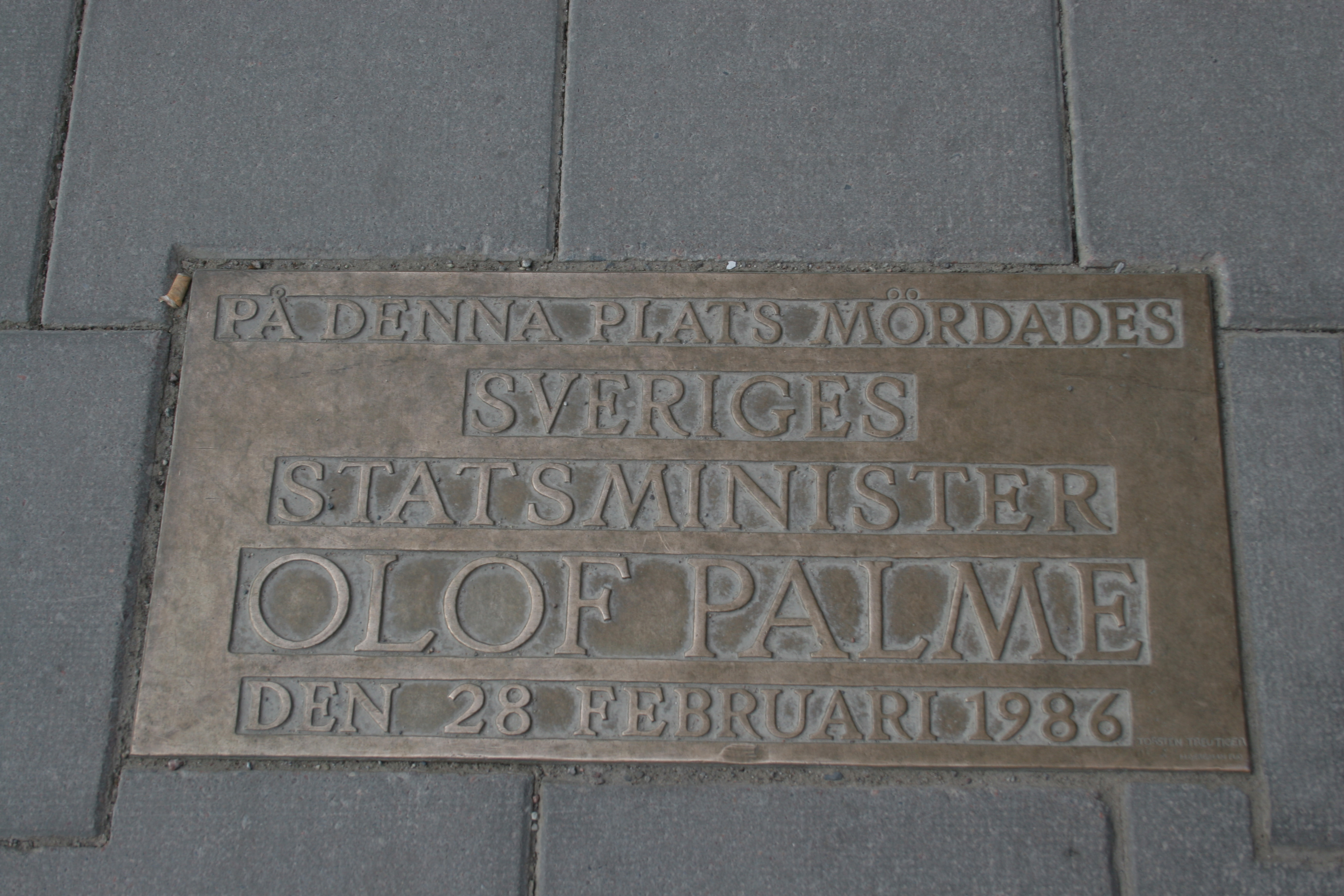
Gedenksteen Palme op Sveavägen

De moordaanslag op Olof Palme en zijn echtgenote vond plaats op vrijdagavond 28 februari 1986. Olof Palme, toenmalig premier van Zweden, was die avond uitgegaan zonder lijfwachten, zoals hij vaker deed. De moord werd gepleegd toen hij met zijn vrouw Lisbet naar de bioscoop was geweest en naar huis wandelde. Om 23.21 uur, op de hoek van de straten Sveavägen en de Tunnelgatan, in het centrum van Stockholm, werd Palme eenmaal in de rug geschoten. Zijn vrouw Lisbet Palme overleefde de aanslag; een op haar afgevuurde kogel schampte af langs haar rug.
Volgens de politie belde een automobilist die over een autotelefoon beschikte het alarmnummer. Ook een taxichauffeur alarmeerde via zijn centrale de politie. Palme was op slag dood. De dader ontsnapte via de Tunnelgatan. 130 mensen hebben de moord bekend, maar dit heeft jarenlang niet tot opheldering van de moord geleid. Op 10 juni 2020 maakte de Zweedse hoofdofficier van justitie bekend dat op grond van alle onderzochte gegevens de slotsom niet anders kon luiden dan dat Palme wel moest zijn omgebracht door Stig Engström. Het moordwapen, volgens de politie blijkens de gebruikte munitie een groot kaliber revolver van het type .357 Magnum, is nooit gevonden.
Ingvar Carlsson nam onmiddellijk de taken als premier van Zweden over en werd de nieuwe leider van de Sociaaldemocratische Partij.
Het schokkende karakter van de moord is ook wel beschouwd als een keerpunt in de nationale psyche van de Zweden: het was de eerste moord op een politicus in het land sinds de 18e eeuw.

## Omstandigheden
Uit het feit dat er op de plaats van het misdrijf geen patroonhulzen werden aangetroffen, die verdere forensische aanwijzingen hadden kunnen opleveren, werd afgeleid dat het moordwapen een revolver moest zijn geweest. De beheerste manier waarop Palme werd gedood, het gebruikte wapen en de rustige manier waarop de dader zich uit de voeten had gemaakt, duidden volgens veel journalisten niet op een impulsieve daad maar op een geplande moordaanslag.
Desalniettemin was het bioscoopbezoek niet van tevoren gepland - uiteindelijk viel de keuze op de film Bröderna Mozart, een nieuwe komedie van de bekroonde Zweedse regisseuse Suzanne Osten - en behalve zijn vrouw, een van zijn zonen en diens vriendin (die alle drie ook in de bioscoop waren) was niemand ervan op de hoogte. Het echtpaar ging met de metro naar de bioscoop en besloot na de voorstelling te voet huiswaarts te gaan. In plaats van de kortste route koos men voor een kleine omweg via Sveavägen, een drukke straat met in de omgeving diverse uitgaansgelegenheden.
Aangenomen werd dat de dader enige tijd op de hoek van de Tunnelgatan op de loer stond, voor de etalage van de verfwinkel Dekorima. Het kantoor van de persoon die uiteindelijk pas in 2020 als dader werd aangemerkt lag vlak bij de moordplek, zodat hij de Palmes had kunnen zien naderen.
Sommige getuigen beweren dat de Palmes werden aangesproken bij een reclamezuil op een vijftiental meter van de plaats van de moord. De Tunnelgatan, die voor auto's aan deze kant doodloopt en zich daarna voortzet met trappen die een heuvel op gaan, bood voor de dader een ideale mogelijkheid om te voet te ontkomen.
Lisbet Palme zei in haar oorspronkelijke getuigenverklaring dat ze de dader amper had gezien. Later herzag ze haar verklaringen en gaf ze wel een nauwkeurige beschrijving. Onderzoekers houden er evenwel rekening mee dat de persoon die ze beschreef een getuige kon zijn geweest en niet de dader.

## Oplossing

### Februari 2020
In februari 2020 werd door het Zweedse Openbaar Ministerie aangekondigd dat het langlopende onderzoek naar de moord in de zomer van dat jaar tot een einde zou komen. De hoofdaanklager van de zaak, Krister Petersson, niet te  verwarren met de verdachte Christer Pettersson,  deelde dit mee aan de Zweedse staatsomroep SVT. Zweden had in 2010 de verjaringstermijn voor moordzaken opgeheven, mede opdat ook dit onderzoek kon worden voortgezet.

### Juni 2020
Begin juni 2020 werd door het OM bekendgemaakt dat blijkens een hernieuwde studie van alle beschikbare gegevens de lange tijd voor "getuige" gehouden Stig Engström, die bekend was geworden als de 'Skandiaman' en inmiddels was overleden, de dader moest zijn geweest. Hoofdaanklager Krister Petersson presenteerde deze uitkomst op een persconferentie die online werd gehouden vanwege de coronacrisis. Engström, die bij verzekeringsmaatschappij Skandia werkte, dicht bij de plaats van de moord, was reeds in de begindagen van het onderzoek ondervraagd. Hij kwam echter pas een paar jaar geleden naar voren als potentiële verdachte. Er was echter geen definitief materieel forensisch bewijs gevonden dat hem direct koppelde aan de moord of een wapen. Hij overleed in 2000, waardoor hij niet kon worden vervolgd. Het onderzoek werd daarom afgesloten, aldus Petersson.
Forensisch deskundigen hadden 788 vuurwapens getest als onderdeel van de jacht op het moordwapen, maar konden er geen koppelen aan de bij de moord afgevuurde kogels, verklaarde politie-inspecteur Hans Melander.
De politie was in 2017 de 'Skandiaman' als mogelijke verdachte gaan onderzoeken. Zijn getuigenverklaring klopte niet helemaal met andere getuigen ter plaatse, aldus Melander. In de periode na de moord werd hij voornamelijk afgedaan als een onbetrouwbare getuige die uit was op aandacht. Hij beweerde zelf behulpzaam te zijn geweest bij een poging Palme te reanimeren en ook achter politieagenten aan te zijn gerend om informatie te verstrekken over het signalement van de dader die hij zou hebben gezien. Men meende dat hij zijn eigen rol bij de gebeurtenissen wilde overdrijven. Later rees bij de politie alsnog de verdenking dat hij Palme heeft vermoord en met onjuiste verklaringen de politie op een dwaalspoor had gezet.
De kleding die Engström destijds droeg kwam overeen met beschrijvingen die getuigen hadden gegeven van de wegvluchtende dader, maar de andere getuigen herinnerden zich onvoldoende om hem zeker te hebben gezien op de plaats van het misdrijf, ondanks zijn eigen beweringen dat hij er direct bij stond toen de schoten werden gelost. Zijn verklaringen over hoe hij zelf had gehandeld kwamen overeen met de bewegingen van de wegvluchtende dader. Engström beweerde echter dat hij achter politieagenten aanrende, die volgens hem op de trappen van de nabijgelegen Tunnelgatan achter de wegvluchtende moordenaar aanzat.
Bij het onderzoek werd bekend dat Engström toegang had tot wapens en een hekel had aan Palme.
De moord op Palme was het langstlopende en duurste onderzoek in de Zweedse geschiedenis. Petersson en Melander erkenden bij het bekendmaken van hun oplossing dat ze begrepen dat andere theorieën zouden kunnen blijven voortwoekeren.

## Theorieën
Jarenlang deden er vele uiteenlopende hypotheses en complottheorieën de ronde.

### Rechts-extremisten
Een Zweedse rechts-extremist, Victor Gunnarsson, werd vrij snel gearresteerd op verdenking van de moord. Hij moest echter spoedig weer worden vrijgelaten omdat de verdenkingen niet hard genoeg bleken. Ook werd John Ausonius verdacht, destijds bekend onder pseudoniem John Stannerman. Hij was de voormalige filmoperateur van de bioscoop die Palme voor de moord bezocht. Hij viel echter af wegens een sterk alibi: op de moordavond bevond hij zich in de gevangenis. Enkele jaren later werd hij geïdentificeerd als de 'laserman', een schutter die een serie aanslagen pleegde op migranten, van wie er een werd gedood en tien gewond raakten.

### Koerdische samenzwering
Een andere verdachte was de Koerdische verzetsorganisatie PKK. In de periode voorafgaande aan de moord had de PKK meerdere gewelddaden in Zweden gepleegd en was de organisatie als terroristische organisatie aangemerkt, evenals eerder in Turkije en West-Duitsland. Ook waren enkele leden van de organisatie vastgezet en wachtten ze op uitlevering.
Het onderzoeksteam richtte aanvankelijk alle aandacht op deze hypothese. Ze werden hierbij gesteund door tips die bij de Zweedse veiligheidsdienst Säpo waren binnengekomen. Meerdere Koerden werden aangehouden en weer vrijgelaten.
Op de 20e sterfdag van Palme verscheen in Nederland het boek Oh, was hij het...? De voorspelde moord op Olof Palme en de Dutch connection. In het boek schetst de Nederlandse ex-politiecommissaris Dolf van Soest de vermeende rol van de PKK bij de moord op Palme. Bewijzen voor enig verband tussen de PKK en de moord zijn echter nooit gevonden.
De theorie van betrokkenheid van de Koerden is volgens vooraanstaande Zweedse journalisten als Gunnar Wall, Sven Anér en Lars Borgnäs een dwaalspoor dat mogelijk bewust is gelegd.
De onderzoeksleider in die periode was Hans Holmér, die nooit eerder een moordonderzoek had geleid. Holmérs rol was omstreden. Hij arresteerde Koerden zonder toestemming van de rechter. Ook zou hij volgens meerdere bronnen hebben gelogen over waar hij zich bevond op het moment van de moord. Daarnaast had hij goede banden met politiemensen die nadien in de media als mogelijke betrokkenen bij de moord werden genoemd.
Holmér werd in 1987 van het onderzoek gehaald. Auteur Jan Bondeson behandelt de verdenkingen omtrent de Koerdische betrokkenheid in zijn boek Blood on the Snow: The Killing of Olof Palme (2005) in het hoofdstuk over "The Kurdish Conspiracy". Dolf van Soest bleef echter "geloven" in een betrokkenheid van de PKK, ook zelfs nadat in 2020 het onderzoek door het Zweedse Openbaar Ministerie werd afgesloten met de slotsom dat de inmiddels overleden Stig Engström de dader moest zijn geweest.

### Christer Pettersson
In 1988 leek de moord opgelost. Christer Pettersson, een alcoholist en druggebruiker die eerder voor doodslag was veroordeeld, werd toen gearresteerd. Lisbet Palme had hem op een videoband aangewezen als de schutter. In eerste instantie werd hij tot levenslang veroordeeld, maar in hoger beroep werd hij vrijgesproken. Dit gebeurde omdat er behalve de herkenning door Lisbet Palme geen bewijzen waren.
Ook na zijn vrijspraak bleef Pettersson in de ogen van de politie de dader. Tot eind jaren negentig richtte het onderzoek zich grotendeels op het verzamelen van gegevens om Pettersson opnieuw veroordeeld te krijgen. Getuigenverklaringen die hem koppelden aan de omgeving van de plaats van de moord werden door de rechtbank echter onvoldoende betrouwbaar geacht om een nieuw proces te openen. Christer Pettersson overleed op 29 september 2004.

### Zuid-Afrika
Een week voor de moord was Palme voorzitter van de Swedish People's Parliament Against Apartheid in Stockholm. Honderden sympathisanten van de anti-apartheidsbeweging en ook vele andere leiders waren aanwezig.  De Cubaanse kunstenaar Rafael Enríquez maakte een poster van Palme met een uitspraak uit zijn speech: Apartheid cannot be reformed, it has to be eliminated. Vertaald: Apartheid is niet te hervormen, zij moet uitgeroeid worden.
Tien jaar later, eind september 1996, vertelde Eugene de Kock, een voormalig politieofficier uit Zuid-Afrika, dat Palme in 1986 vermoord was omdat hij “sterk verzet bood tegen de apartheid”. De Kock zei dat hij zeker wist dat de dader Craig Williamson was, een voormalig agent en spion uit Zuid-Afrika. Bij de link naar het apartheidsregime vielen ook de namen van de agenten Anthony White en de Zweedse Bertil Wedin.
De Zweedse schrijver Sten Flygare meent Eugene de Kock op de avond van de moord in Stockholm te hebben gezien. De Zweedse televisie zond daags na de moord een tv-reportage uit waarin op het vliegveld van Stockholm een man te zien is die gelijkenissen vertoont met de Zuid-Afrikaan.

### P2 en de Iran-Contra-affaire
Niet veel later kwam de Amerikaanse politicus Lyndon LaRouche op de proppen. Deze zei dat de moord op Olof Palme iets te maken had met de geheime stroom van wapens die de Verenigde Staten aan zowel Irak als Iran en ook aan de opstandige Contra's in Nicaragua leverden. Ook het Italiaanse tijdschrift Panorama publiceerde een verontrustend interview met twee voormalige CIA-agenten Richard Brown en Ibrahim Razin. Volgens de laatste moest men de dader zoeken bij P2, een Italiaanse vrijmetselaarsloge, die er baat bij gehad zou hebben dat het illegale wapenvervoer tussen de VS en de twee buurlanden Irak en Iran door bleef gaan. Niet alleen werd hun genootschap hiermee gefinancierd, maar het telde onder zijn leden veel belangrijke mensen die volgens Razin allemaal iets met de Iran-Contra-affaire te maken hadden. Licio Gelli, een lid van P2, zond nog een telegram naar Philip Guarino, uit de republikeinse kringen van George H.W. Bush, waarin hij schreef: 'Vertel onze vriend dat de Zweedse palmboom omgehakt zal worden.' Volgens Razin zou deze tekst bij de National Security Archives zijn opgeslagen.
Verder vertelt Ibrahim Razin dat op 28 februari 1986 de DINA-agent Michael Townley in Stockholm verbleef.

### Bofors
In zijn boek Blood on the Snow: The Killing of Olof Palme uit 2005 behandelt historicus Jan Bondeson diverse theorieën over de moord en komt zelf met een eigen theorie dat de moord op de minister-president iets te maken heeft met Bofors, een Zweedse wapenfabrikant. Bofors zou namelijk wapens produceren voor het Indiase leger in opdracht van Rajiv Gandhi, die bevriend was met Olof Palme. Maar achter de rug van Palme om, kocht Bofors twee vooraanstaande leden van de Indiase regering om, om de wapenlobby te stoppen.
Volgens deze theorie werd de moord gepleegd omdat de kans bestond dat Olof Palme via de Iraakse ambassadeur Mohammed Saïd al-Sahaf, die hem op de ochtend van 28 februari 1986 zou ontmoeten, achter de onfrisse praktijken van Bofors zou komen. De moord zou volgens Bondeson gepleegd zijn door agenten van AE/Services in opdracht van de Bofors-industriëlen.

### Rote Armee Fraktion
De RAF uit West-Duitsland heeft de moord opgeëist via een anoniem telefoontje naar een Londense krantenredactie. Zij zouden Palme vermoord hebben omdat hij bij de bijeenkomst in 1975 met de West-Duitse ambassade was om de linkse terreur de kop in te drukken. De moord zou zijn uitgevoerd door hun commandobrigade Holger Meins.

### Roberto Thieme
De Zweedse verslaggever Anders Leopold beweerde in zijn boek Det Svenska Trädet Skall Fällas dat de Chileense fascist Roberto Thieme de moordenaar van premier Olof Palme zou zijn. Thieme was het hoofd van een paramilitaire vleugel van de Patria y Libertad, een extreemrechtse politieke organisatie, die gefinancierd werd door de Verenigde Staten. Volgens Leopold werd Olof Palme vermoord omdat hij te veel politiek asiel gaf aan linkse Chilenen die na de omverwerping van Salvador Allende in 1973 naar Europa vluchtten.

### Politie en leger
Meerdere bronnen, onder wie veel journalisten, hebben beweerd dat de dader banden had met de Zweedse politie of het Zweedse leger. Olof Palme was vanwege zijn kritische houding tegenover de Verenigde Staten en linkse politiek niet populair bij grote delen van de politie en het leger. Hem werd bovendien laksheid verweten in zijn reactie op de meldingen dat Russische onderzeeërs zich in Zweedse wateren ophielden. Critici zagen in Palme een vriend van de Sovjet-Unie en tegenstanders van de premier waren bezorgd over het bezoek dat hij in het voorjaar van 1986 aan Moskou zou brengen. De moord verhinderde de reis van Palme.
Niet alleen journalisten, ook de vooraanstaande Zweedse criminoloog, auteur en voormalige politiebestuurder Leif G.W. Persson legde in februari 2011, 25 jaar na de moord, in een uitzending van de Zweedse televisie uit dat hij dit het meest geloofwaardige spoor vindt. Hij zei niet uit te sluiten dat het een individuele daad was van iemand uit politiekringen, of een complot waarbij een klein groepje betrokken was.
Hoewel de Zweedse veiligheidsdienst op de hoogte was van de vijandige houding van een groep extreemrechtse politiemensen en militairen jegens Palme, is er geen systematisch onderzoek verricht naar deze mogelijkheid, oordeelde een parlementaire onderzoekscommissie in 1999.

### Anti Avsan
In zijn boek Affären Anti Avsan (2008) suggereert de Zweedse journalist Sven Anér dat de dader Anti Avsan is. Hij was politieman in de jaren tachtig, werd later rechter en is sinds 2006 parlementslid voor de conservatieve partij Moderaterna.
Avsan was begin jaren tachtig lid van de omstreden Baseball-liga, een groep politiemannen die negatief in het nieuws kwam door hun gewelddadige aanpak en extremistische opvattingen. De groep was opgericht door Hans Holmér, de politieman die in 1986 de leiding kreeg over het onderzoek naar de moord op Palme en zich volledig op het PKK-spoor richtte.

### Beursspeculant Christer A.
De Nederlandse schrijver/journalist Marc Pennartz noemt in zijn boek 10 redenen waarom Zweden de moord op Olof Palme niet oplost de in 2008 overleden beursspeculant Christer A. als waarschijnlijke dader. Deze woonde op loopafstand van de moordplaats, bezat een revolver van hetzelfde type als het vermoede moordwapen en had de dag voor de moord veel geld verloren door een belastingmaatregel. Hij was de enige verdachte die de politie op een persconferentie in 2016 bij naam noemde en de politie is nog altijd op zoek naar het wapen dat A. bezat.

### Stig Engström
In 2006 interviewde de Zweedse journalist Thomas Pettersson de schrijver Leif Persson over een nieuw verschenen literair werk. Het boek en het interview met deze auteur wekten Petterssons belangstelling voor de onopgeloste moord op Palme en hij ging hierop vele jaren gedreven in archieven graven. In 2008 onthulde Pettersson daarbij de terloopse ontdekking dat Olof Palme rond 1950 informatie zou hebben verstrekt over Zweedse linkse activisten aan de Verenigde Staten, en dat de CIA een poging had gedaan Palme te rekruteren als agent. Pettersson zette zijn onderzoek voort, wat in mei 2018 leidde tot een artikel in het tijdschrift Filter Magasinet en vervolgens in augustus 2018 in het boek Den osannolika mördaren. Dit boek leverde hem een onderscheiding voor onderzoeksjournalistiek op. In het boek presenteerde hij zijn theorie dat de zogenaamde 'Skandiaman', Stig Engström, de moordenaar van Olof Palme moest zijn.
Op 10 juni 2020 maakte het Openbaar Ministerie bekend zo goed als zeker ervan te zijn dat Stig Engström conform de theorie van Thomas Petterson inderdaad de moordenaar van Olof Palme moest zijn geweest. Deze man, die werkzaam was bij een verzekeringsmaatschappij en een hekel had aan Palme, pleegde in 2000 zelfmoord. Hij was na de moord als getuige verhoord, maar was toen niet als verdachte in beeld. Er bleken bij nadere beschouwing ernstige tegenstrijdigheden te zijn in de verklaringen die hij tegenover de politie had afgelegd. Onder meer had hij verklaard te hebben deelgenomen aan een poging Palme ter plekke onmiddellijk te reanimeren, maar geen van de gehoorde omstanders kon dit bevestigen. Ook had hij verklaard achter gearriveerde politieagenten aan te zijn gerend om hen nog in te lichten over het signalement van de dader. Dat die op hemzelf leek was louter toevallig. Dit moet een valse verklaring zijn geweest, voor het geval dat iemand hem van de plaats van het misdrijf had zien wegrennen op de trappen van de Tunnelgatan. Aangezien er geen aanwijzingen waren voor eventuele andere, nog in leven zijnde betrokkenen, kon er geen vervolging meer plaatsvinden. Daarom werd het onderzoek naar de moord op Palme na 34 jaar gesloten, zo kondigde de Zweedse aanklager aan.